# Plecoptera zonaria
Plecoptera zonaria är en fjärilsart som beskrevs av William Lucas Distant 1898. Plecoptera zonaria ingår i släktet Plecoptera och familjen nattflyn. Inga underarter finns listade i Catalogue of Life.